# Ligitan
Ligitan (em malaio:  Pulau Ligitan) é uma pequena ilha em Tawau, Sabah, na Malásia. Está localizada a leste da ilha de Bornéu, no Mar de Celebes. No passado, a ilha estava no centro de uma disputa territorial entre a Malásia e a Indonésia. O assunto foi interposto para julgamento perante o Tribunal Internacional de Justiça e, no final de 2002, o Tribunal atribuiu a ilha, juntamente com a ilha de Sipadan, à Malásia, com base na "ocupação efetiva" exibida pelo antecessor deste último (o antigo poder colonial da Malásia, a Grã-Bretanha) e à ausência de qualquer outro título superior.